# 宰便镇
宰便镇，是中华人民共和国贵州省黔东南苗族侗族自治州从江县下辖的一个乡镇级行政单位。

## 行政区划
宰便镇下辖以下地区：
宰便社区、宰便村、宰帽村、宰近村、宰送村、摆利村、摆补村、分耶村、引略村、友能村、友娘村、摆堆村、摆虾村、摆把村、摆所村、摆朗村、引果村和引东村。

## 中国传统村落
2013年8月，引东村被评为第二批中国传统村落。